# 雨の日のブルース
「雨の日のブルース」（あめのひのブルース）は、1971年8月5日に発売された渚ゆう子のシングル。

## 概要
前作まで林春生が作詞を担当していたが、本作では橋本淳が作詞を担当している。筒美京平は本作を手掛けるにあたり、ザ・ベンチャーズ作曲の『京都の恋』を意識したメロディーにしながらも、アレンジはエレキギターをフィーチャーするのではなく、ホーンとストリングスを前面に使用して作品を完成させている。
本作はチャート最高位8位を記録し、『京都の恋』から4作連続でTOP10入りするヒットとなった。

## 収録曲
1. 雨の日のブルース
2. 忘れな草をこの胸に
両曲とも、作詞：橋本淳　作曲・編曲：筒美京平

## 収録アルバム
- さいはて慕情 (#1)
- ゴールデン・ディスク (#1)
- 渚ゆう子 オン・ステージ (#1)
- 渚ゆう子 リサイタル (#1)
- ナイト・クラブの渚ゆう子 (#1)
- 筒美京平 ULTRA BEST TRACKS〜EMI GROOVY GIRLS (#2)
- GOLDEN☆BEST 渚ゆう子 (#1)
- ナイトクラブ・マニア／夢は夜ひらく (#1)

他多数

## カバー
雨の日のブルース
- 池玲子（1971年） - アルバム『恍惚の世界』収録。